# Disney Platform Distribution
Disney Platform Distribution, Inc. é uma unidade de negócios da Disney Entertainment que gerencia todos os esforços de vendas de mídia de terceiros para distribuição, marketing de afiliados e operações comerciais relacionadas a afiliados para todos os serviços diretos ao consumidor e redes de mídia lineares da empresa; acordos de vendas de conteúdo para Disney Entertainment e ESPN.
A empresa foi fundada originalmente em 1987 sob o nome de Capital Cities/ABC Video Enterprises, Inc. e posteriormente renomeada como ABC Cable and International Broadcast Group, Inc., Disney–ABC International Television, Inc. e Disney Media Distribution. Em 12 de outubro de 2020, a empresa assumiu seu nome atual.

## Antecessoras

### Buena Vista International Television
A Buena Vista International Television (BVIT) era o braço de distribuição de televisão internacional da Walt Disney Television original e o braço de televisão internacional da própria Buena Vista Television. A BVIT foi criada em 1985 para produzir séries não americanas e distribuir todas as bibliotecas de propriedade da Disney em todo o mundo.
Em 1987, a Buena Vista International Television assinou um contrato de três anos para fornecer cinco horas por semana para material relacionado à Disney, como longas-metragens, telefilmes e séries. Em 1988, no MIPCOM, a Buena Vista International Television disse que planejava desenvolver até cinco canais a cabo internacionais pagos por conta própria, nenhum deles se concretizou.

### ABC Pictures International, Inc.
A empresa teve suas origens já em 1978, quando a American Broadcasting Companies, Inc. formou a ABC Pictures International para lidar com as vendas no mercado internacional de televisão. Foi constituída em 3 de janeiro de 1978. Erwin H. Ezzes, ex-CEO da United Artists Television, foi contratado como consultor da empresa.
Em 1979, a ABC Pictures International lançou seu braço educacional, ABC Learning Resources, Inc., que seria administrado por Donna B. Sessa. Mais tarde naquele ano, foi incorporada à ABC Video Enterprises, Inc.

### ABC Video Enterprises, Inc.
Em 2 de julho de 1979, a ABC formou a ABC Video Enterprises, Inc. para desenvolver e comercializar programação doméstica para cabo, cabo pago, videodiscos, cassetes e outras novas formas de comunicação, e era chefiada por Herbert A. Granath, que era vice-presidente da rede de televisão ABC. Mais tarde naquele ano, a ABC Pictures International foi incorporada à empresa.

## História

### Capital Cities/ABC Video Enterprises
Capital Cities/ABC Video Enterprises (CAVE) foi constituída em 27 de janeiro de 1987. como uma empresa auxiliar de produção, vídeo e distribuição de propriedade da Capital Cities/ABC. Em 1992, a CAVE lançou a Capital Cities/ABC Video Publishing como sua subsidiária para lançar fitas de vídeo sob o selo ABC Video. Em dezembro de 1992, a CAVE realinhou sua alta administração adicionando um cargo de presidente à Capital Cities/ABC Video Productions para o controle no exterior de suas unidades de produção Ultra Entertainment, Hemisphere Group e Capital Cities/ABC Video Productions e trazendo Archie C. Purvis para preencher a posição. Joseph Y. Abrams foi promovido para substituir Purvis como presidente da ABC Distribution Co. Ambos se reportavam ao presidente da CAVE International, John T. Healy.
Em 25 de julho de 1993, a CAVE e DIC Animation City formaram uma joint venture de produção chamada DIC Entertainment L.P., para fornecer material para CAVE distribuir no mercado internacional..

### ABC Cable and International Broadcast Group
No início de outubro de 1993, a CAVE tornou-se parte do recém-formado ABC Cable and International Broadcast Group (ACIBG), saindo do grupo de radiodifusão para se reportar diretamente ao CEO da CC/ABC, com Herb Granath continuando como presidente. O grupo continuou supervisionando suas participações nas empresas de TV a cabo ESPN, A&E e Lifetime, vendas de programas internacionais, coprodução e participações em serviços de programas estrangeiros Eurosport, RTL-2 da Alemanha, Japan Sport Network e empresa de animação DIC. Em 12 de outubro, o Ambroco Media Group, Inc. foi formado sob Purvis para trabalhar com parceiros estrangeiros no desenvolvimento e produção de programas. Em 21 de outubro, Capital Cities/ABC Video Enterprises mudou seu nome legal para Capital Cities/ABC Cable and International Broadcasting, Inc., então em 15 de dezembro, mudou novamente para ABC Cable e International Broadcast, Inc. Em janeiro de 1994, a ABC Network anunciou a aposentadoria de Purvis e o fechamento das operações da Ambroco.

### Disney–ABC International Television
Quando a fusão Disney-CC/ABC levou a Disney Television and Telecommunications a ser dividida em abril de 1996, a Walt Disney Television International foi transferida para Capital Cities/ABC. A CC/ABC combinou as unidades internacionais, Walt Disney Television International e ACIBG, na Disney–ABC International Television (DAIT) em julho de 1996. Em 19 de outubro de 1999, a ABC Cable and International Broadcast Group foi renomeada para Disney–ABC International Television, Inc. Em fevereiro de 1999, a DAIT começou a operar sob o nome de Buena Vista International Television.
Em 14 de maio de 2007, a Buena Vista International Television foi renomeada para Disney–ABC International Television, devido à Disney ter semiaposentado o nome Buena Vista. Em abril de 2008, o escritório da Ásia-Pacífico renovou seu contrato plurianual de filmes com o Zee Studio, um canal básico de filmes a cabo indiano. Em outubro de 2015, na Mipcom em Cannes, a Disney Media Distribution France ampliou seu contrato de cinema e TV com o Canal Plus Group, adicionando direitos de estreia a filmes, incluindo os da Lucasfilm e direitos SVOD para o CanalPlay, que entrou em vigor em janeiro de 2016.
Com a reorganização estratégica de 14 de março de 2018 em antecipação à integração dos ativos da 21st Century Fox, a Walt Disney Direct-to-Consumer & International foi formada com unidades de distribuição transferidas do Disney-ABC Television Group. Em julho de 2019, Marinelli anunciou sua renúncia, encerrando um mandato de 34 anos na empresa. Janice Marinelli, presidente de vendas e distribuição de conteúdo global, se reportaria a Mayer. A Disney anunciou que combinaria todas as vendas de mídia e distribuição de canais da empresa em uma organização. O vice-presidente executivo da ESPN, Justin Connolly, foi promovido ao cargo recém-criado de presidente de distribuição de mídia, reportando-se a Mayer. Com uma mudança de liderança neste novo segmento em maio de 2020, o grupo de distribuição de mídia foi transferido para a Disney Media Networks.

### Disney Platform Distribution, Inc.
Em 12 de outubro de 2020, o então CEO da Disney, Bob Chapek, anunciou uma reorganização estratégica que criou uma nova divisão da empresa, Media and Entertainment Distribution, liderada por Kareem Daniel. Sob a nova estrutura, a Disney criou um grupo responsável pela divulgação e venda de anúncios para todo o seu conteúdo, inclusive em serviços de streaming, incluindo o Disney+. Efetivamente, isso tornava a Disney Platform Distribution responsável pela Disney–ABC Domestic Television, Walt Disney Studios Home Entertainment e Walt Disney Studios Motion Pictures.
Em fevereiro de 2023, o CEO reintegrado da Disney, Bob Iger, reestruturou a empresa, restaurando a distribuição teatral e o Disney Music Group de volta ao presidente da Walt Disney Studios. O restante da Disney Platform Distribution serviria como um serviço compartilhado para a Disney Entertainment e a ESPN.

## Biblioteca de distribuição

### Atual
A empresa distribui filmes das unidades da Disney, incluindo:
- Walt Disney Pictures
  - Walt Disney Animation Studios
  - Pixar
- 20th Century Studios (anteriormente 20th Century Fox)
  - 20th Century Animation (anteriormente 20th Century Fox Animation)
- Searchlight Pictures (anteriormente Fox Searchlight Pictures)
- Marvel Studios
- Lucasfilm
  - Lucasfilm Animation
- ESPN Films
- The Muppets Studio

A empresa distribui programas de TV de outras unidades da Disney, incluindo:
- Disney Television Studios
  - 20th Television (segunda e atual iteração; anteriormente 20th Century Fox Television)
  - 20th Television Animation (anteriormente Fox Television Animation)
  - ABC Signature (anteriormente ABC Studios, o original ABC Signature Studios e a primeira iteração da Touchstone Television)
  - Searchlight Television
- ABC News, junto com o Oscar Anual
- Disney–ABC Domestic Television
- Disney Branded Television
  - Disney Channel
  - Disney XD (anteriormente Toon Disney/Jetix)
  - Disney Junior (anteriormente Playhouse Disney)
  - Disney Television Animation
  - It's a Laugh Productions
- Marvel Entertainment (exceto algumas produções de TVs)
- ESPN
- The Muppets Studio
- ABC Entertainment
- Freeform Group
- FX Networks
- National Geographic Global Networks
- Disney+

A empresa costumava distribuir filmes e programas de TV de antigas unidades da Disney, incluindo:
- Touchstone Pictures
- Hollywood Pictures
- Caravan Pictures
- Cinergi Pictures
- Fox Faith
- Fox 2000 Pictures
- Disneytoon Studios
- Blue Sky Studios
- MTM Enterprises
- BVS Entertainment
- Walt Disney Television (iteração original)
- 20th Television (primeira e antiga iteração)
- Touchstone Television (segunda iteração; anteriormente Fox 21 Television Studios)
  - Fox Lab
  - Fox Television Studios
    - Fox World (anteriormente Fox Television Studios International)

  - Foxstar Productions
  - Fox 21
- Fox Atomic
- Fox Animation Studios

### Antiga
- Miramax Films (1993–2010)
  - Dimension Films (Pré-2005)
- DIC Entertainment (Catálogo pós-1990 de 1996 a 2000, incluindo shows mais recentes da época)
- DreamWorks live-action (2011–2016), biblioteca para audiências televisivas internacionais selecionadas

### Ultra Entertainment, Inc.
A Ultra Entertainment era uma divisão de produção de TV da Capital Cities/ABC Video Enterprises para cabo, rede de vídeo doméstico e saídas estrangeiras. Esperava-se que a Ultra desenvolvesse e produzisse para os canais a cabo Arts & Entertainment e Lifetime, ambos com participação da CAVE, mas também para outros canais a cabo.
Em 8 de maio de 1989, foi anunciada a formação da Ultra Entertainment CC/ABC Video Enterprises (CAVE) para produzir programas para cabo, vídeo doméstico e mercados estrangeiros. Uma equipe de três funcionários foi reunida para fazer a unidade decolar, com Bob Rubin como diretor executivo. Seu primeiro trabalho foi o telefilme Death Dream, produzido para a Lifetime com Dick Clark Film Group e Roni Weisberg Productions, que estreou em 25 de junho de 1991.
Os filmes distribuídos pela Ultra Entertainment, Inc. incluem:
- Death Dream (25 de junho de 1991) para Lifetime com Dick Clark Film Group e Roni Weisberg Productions[30]
- Elvis and the Colonel: The Untold Story (1993) NBC com Dick Clark Film Group[31]
- Secret Sins of the Father[32]
- Filme Spenser: Ceremony (22 de julho de 1993) Lifetime with Norstar Entertainment e Broadwalk Entertainment[31]